# یواس‌اس زیلین (دی‌دی-۳۱۳)
یواس‌اس زیلین (دی‌دی-۳۱۳) (به انگلیسی: USS Zeilin (DD-313)) یک کشتی بود که طول آن ۳۱۴ فوت ۴ ۱⁄۲ اینچ (۹۵٫۸۲ متر) بود. این کشتی در سال ۱۹۱۹ ساخته شد.